# NBA 2011/12
NBA 2011/12 was het 66e seizoen van de National Basketball Association in de Verenigde Staten. Het seizoen begon met het tekenen van een nieuwe cao tussen de dertig NBA ploegen en de spelers. Door de onderhandelingen hierover werd de seizoensstart twee maanden verplaatst, waardoor er in het reguliere seizoen dit jaar maar 66 wedstrijden werden gespeeld in plaats van 82. Het seizoen eindigde op 21 juni, toen de Miami Heat de vijfde wedstrijd in de finale wonnen met 121-106 en daardoor de finale wonnen met 4-1 van Oklahoma City Thunder. LeBron James was zowel in het reguliere seizoen als in de finales de MVP. Seizoen 2011/12 was het eerste seizoen in de NBA van Kyrie Irving.

## Regulier seizoen
Het reguliere seizoen begon dit jaar een paar maanden later dan normaal, op 25 december met vijf Kerst wedstrijden. Er werden dit jaar in totaal maar 66 wedstrijden per team gespeeld, terwijl dit er normaal 82 per seizoen zijn. Er werden vanaf december wel meer wedstrijden per maand gespeeld en elk team moest minimaal één keer drie dagen achter elkaar spelen.

### Eindstand

#### Per divisie
| Atlantic Division  | W  | L  | P     | GB |
| ------------------ | -- | -- | ----- | -- |
| Boston Celtics     | 39 | 27 | 0.591 | -  |
| New York Knicks    | 36 | 30 | 0.545 | 3  |
| Philadelphia 76ers | 35 | 31 | 0.530 | 4  |
| Toronto Raptors    | 23 | 43 | 0.348 | 16 |
| New Jersey Nets    | 22 | 44 | 0.333 | 17 |

| Central Division    | W  | L  | P     | GB |
| ------------------- | -- | -- | ----- | -- |
| Chicago Bulls       | 50 | 16 | 0.758 | -  |
| Indiana Pacers      | 42 | 24 | 0.636 | 8  |
| Milwaukee Bucks     | 31 | 35 | 0.470 | 19 |
| Detroit Pistons     | 25 | 41 | 0.379 | 25 |
| Cleveland Cavaliers | 21 | 45 | 0.318 | 29 |

| Southeast division | W  | L  | P     | GB |
| ------------------ | -- | -- | ----- | -- |
| Miami Heat         | 46 | 20 | 0.697 | -  |
| Atlanta Hawks      | 40 | 26 | 0.606 | 6  |
| Orlando Magic      | 37 | 29 | 0.561 | 9  |
| Washington Wizards | 20 | 46 | 0.303 | 26 |
| Charlotte Bobcats  | 7  | 59 | 0.106 | 39 |

| Northwest division     | W  | L  | P     | GB |
| ---------------------- | -- | -- | ----- | -- |
| Oklahoma City Thunder  | 47 | 19 | 0.712 | -  |
| Denver Nuggets         | 38 | 28 | 0.576 | 9  |
| Utah Jazz              | 36 | 30 | 0.545 | 11 |
| Portland Trail Blazers | 28 | 38 | 0.424 | 19 |
| Minnesota Timberwolves | 26 | 40 | 0.394 | 21 |

| Pacific division      | W  | L  | P     | GB |
| --------------------- | -- | -- | ----- | -- |
| Los Angeles Lakers    | 41 | 25 | 0.621 | -  |
| Los Angeles Clippers  | 40 | 26 | 0.606 | 1  |
| Phoenix Suns          | 33 | 33 | 0.500 | 8  |
| Golden State Warriors | 23 | 43 | 0.348 | 18 |
| Sacramento Kings      | 22 | 44 | 0.333 | 19 |

| Southwest division  | W  | L  | P     | GB |
| ------------------- | -- | -- | ----- | -- |
| San Antonio Spurs   | 50 | 16 | 0.758 | -  |
| Memphis Grizzlies   | 41 | 25 | 0.621 | 9  |
| Dallas Mavericks    | 36 | 30 | 0.554 | 14 |
| Houston Rockets     | 34 | 32 | 0.508 | 16 |
| New Orleans Hornets | 21 | 45 | 0.318 | 29 |

- Verklaring afkortingen:
  - W = Wedstrijden gewonnen
  - L = Wedstrijden verloren
  - P = Winstpercentage
  - GB = Games behind

#### Per conference
| Eastern Conference  | W-L   | P     | GB |
| ------------------- | ----- | ----- | -- |
| Chicago Bulls       | 50-16 | 0.758 | -  |
| Miami Heat          | 46-20 | 0.697 | 4  |
| Indiana Pacers      | 42-24 | 0.636 | 8  |
| Boston Celtics      | 39-27 | 0.591 | 11 |
| Atlanta Hawks       | 40-26 | 0.606 | 10 |
| Orlando Magic       | 37-29 | 0.561 | 13 |
| New York Knicks     | 36-30 | 0.545 | 14 |
| Philadelphia 76ers  | 35-31 | 0.530 | 15 |
| Milwaukee Bucks     | 31-35 | 0.470 | 19 |
| Detroit Pistons     | 25-41 | 0.379 | 25 |
| Toronto Raptors     | 23-43 | 0.348 | 27 |
| New Jersey Nets     | 22-44 | 0.333 | 28 |
| Cleveland Cavaliers | 21-45 | 0.318 | 29 |
| Washington Wizards  | 20-46 | 0.303 | 30 |
| Charlotte Bobcats   | 7-59  | 0.106 | 43 |

| Western Conference     | W-L   | P     | GB |
| ---------------------- | ----- | ----- | -- |
| San Antonio Spurs      | 50-16 | 0.758 | -  |
| Oklahoma City Thunder  | 47-19 | 0.712 | 3  |
| Los Angeles Lakers     | 41-25 | 0.621 | 9  |
| Memphis Grizzlies      | 41-25 | 0.621 | 9  |
| Los Angeles Clippers   | 40-26 | 0.606 | 10 |
| Denver Nuggets         | 38-28 | 0.576 | 12 |
| Dallas Mavericks       | 36-30 | 0.545 | 14 |
| Utah Jazz              | 36-30 | 0.545 | 14 |
| Houston Rockets        | 34-32 | 0.515 | 16 |
| Phoenix Suns           | 33-33 | 0.500 | 17 |
| Portland Trail Blazers | 28-38 | 0.424 | 22 |
| Minnesota Timberwolves | 26-40 | 0.394 | 24 |
| Golden State Warriors  | 23-43 | 0.348 | 27 |
| Sacramento Kings       | 22-44 | 0.333 | 28 |
| New Orleans Hornets    | 21-45 | 0.318 | 29 |

## Playoffs
|  | Eerste ronde | Eerste ronde  | Eerste ronde  |   |              | Conference Halve Finale | Conference Halve Finale | Conference Halve Finale |  |  | Conference Finale | Conference Finale | Conference Finale |   |  | NBA Finale | NBA Finale | NBA Finale |
|  |              |               |               |   |              |                         |                         |                         |  |  |                   |                   |                   |   |  |            |            |            |
|  |              | Chicago       | 2             |   |              |                         |                         |                         |  |  |                   |                   |                   |   |  |            |            |            |
|  |              | Philadelphia  | 4             |   |              |                         |                         |                         |  |  |                   |                   |                   |   |  |            |            |            |
|  |              | Philadelphia  | 4             |   | Philadelphia | 3                       |                         |                         |  |  |                   |                   |                   |   |  |            |            |            |
|  |              |               |               |   | Philadelphia | 3                       |                         |                         |  |  |                   |                   |                   |   |  |            |            |            |
|  |              |               | Boston        | 4 |              |                         |                         |                         |  |  |                   |                   |                   |   |  |            |            |            |
|  |              | Boston        | Boston        | 4 | 4            |                         |                         |                         |  |  |                   |                   |                   |   |  |            |            |            |
|  |              |               |               |   | 4            |                         |                         |                         |  |  |                   |                   |                   |   |  |            |            |            |
|  |              | Atlanta       | 2             |   |              |                         |                         |                         |  |  |                   |                   |                   |   |  |            |            |            |
|  |              |               |               |   |              |                         | Boston                  | 3                       |  |  |                   |                   |                   |   |  |            |            |            |
|  |              |               |               |   |              |                         |                         |                         |  |  |                   |                   |                   |   |  |            |            |            |
|  |              |               | Miami         | 4 |              |                         |                         |                         |  |  |                   |                   |                   |   |  |            |            |            |
|  |              | Indiana       | Miami         | 4 | 4            |                         |                         |                         |  |  |                   |                   |                   |   |  |            |            |            |
|  |              |               |               |   | 4            |                         |                         |                         |  |  |                   |                   |                   |   |  |            |            |            |
|  |              | Orlando       | 1             |   |              |                         |                         |                         |  |  |                   |                   |                   |   |  |            |            |            |
|  |              | Orlando       | 1             |   | Indiana      | 2                       |                         |                         |  |  |                   |                   |                   |   |  |            |            |            |
|  |              |               |               |   | Indiana      | 2                       |                         |                         |  |  |                   |                   |                   |   |  |            |            |            |
|  |              |               | Miami         | 4 |              |                         |                         |                         |  |  |                   |                   |                   |   |  |            |            |            |
|  |              | Miami         | Miami         | 4 | 4            |                         |                         |                         |  |  |                   |                   |                   |   |  |            |            |            |
|  |              |               |               |   | 4            |                         |                         |                         |  |  |                   |                   |                   |   |  |            |            |            |
|  |              | New York      | 1             |   |              |                         |                         |                         |  |  |                   |                   |                   |   |  |            |            |            |
|  |              |               |               |   |              |                         |                         |                         |  |  |                   |                   | Miami             | 4 |  |            |            |            |
|  |              |               |               |   |              |                         |                         |                         |  |  |                   |                   |                   | 4 |  |            |            |            |
|  |              |               | Oklahoma      | 1 |              |                         |                         |                         |  |  |                   |                   |                   |   |  |            |            |            |
|  |              | San Antonio   | Oklahoma      | 1 | 4            |                         |                         |                         |  |  |                   |                   |                   |   |  |            |            |            |
|  |              | San Antonio   |               |   | 4            |                         |                         |                         |  |  |                   |                   |                   |   |  |            |            |            |
|  |              | Utah          | 0             |   |              |                         |                         |                         |  |  |                   |                   |                   |   |  |            |            |            |
|  |              | Utah          | 0             |   | San Antonio  | 4                       |                         |                         |  |  |                   |                   |                   |   |  |            |            |            |
|  |              |               |               |   | San Antonio  | 4                       |                         |                         |  |  |                   |                   |                   |   |  |            |            |            |
|  |              |               | L.A. Clippers | 0 |              |                         |                         |                         |  |  |                   |                   |                   |   |  |            |            |            |
|  |              | Memphis       | L.A. Clippers | 0 | 3            |                         |                         |                         |  |  |                   |                   |                   |   |  |            |            |            |
|  |              |               |               |   | 3            |                         |                         |                         |  |  |                   |                   |                   |   |  |            |            |            |
|  |              | L.A. Clippers | 4             |   |              |                         |                         |                         |  |  |                   |                   |                   |   |  |            |            |            |
|  |              |               |               |   |              |                         | San Antonio             | 2                       |  |  |                   |                   |                   |   |  |            |            |            |
|  |              |               |               |   |              |                         |                         |                         |  |  |                   |                   |                   |   |  |            |            |            |
|  |              |               | Oklahoma      | 4 |              |                         |                         |                         |  |  |                   |                   |                   |   |  |            |            |            |
|  |              | L.A. Lakers   | Oklahoma      | 4 | 4            |                         |                         |                         |  |  |                   |                   |                   |   |  |            |            |            |
|  |              | L.A. Lakers   |               |   | 4            |                         |                         |                         |  |  |                   |                   |                   |   |  |            |            |            |
|  |              | Denver        | 3             |   |              |                         |                         |                         |  |  |                   |                   |                   |   |  |            |            |            |
|  |              | Denver        | 3             |   | L.A. Lakers  | 1                       |                         |                         |  |  |                   |                   |                   |   |  |            |            |            |
|  |              |               |               |   | L.A. Lakers  | 1                       |                         |                         |  |  |                   |                   |                   |   |  |            |            |            |
|  |              |               | Oklahoma      | 4 |              |                         |                         |                         |  |  |                   |                   |                   |   |  |            |            |            |
|  |              | Oklahoma      | Oklahoma      | 4 | 4            |                         |                         |                         |  |  |                   |                   |                   |   |  |            |            |            |
|  |              | Oklahoma      |               |   | 4            |                         |                         |                         |  |  |                   |                   |                   |   |  |            |            |            |
|  |              | Dallas        | 0             |   |              |                         |                         |                         |  |  |                   |                   |                   |   |  |            |            |            |

## Statistieken
| Categorie                          | Speler         | Team                   | Aantal |
| ---------------------------------- | -------------- | ---------------------- | ------ |
| Punten (gemiddeld per wedstrijd)   | Kevin Durant   | Oklahoma City Thunder  | 28,0   |
| Rebounds (gemiddeld per wedstrijd) | Dwight Howard  | Orlando Magic          | 14,5   |
| Assists (gemiddeld per wedstrijd)  | Rajon Rondo    | Boston Celtics         | 11,7   |
| Steals (gemiddeld per wedstrijd)   | Chris Paul     | Los Angeles Clippers   | 2,6    |
| Blocks (gemiddeld per wedstrijd)   | Serge Ibaka    | Oklahoma City Thunder  | 3,6    |
| Field Goal Percentage              | Tyson Chandler | New York Knicks        | 67,9 % |
| Vrije Worpen Percentage            | Jamal Crawford | Portland Trail Blazers | 97,8 % |
| Driepunter Percentage              | Steve Novak    | New York Knicks        | 47,2 % |

## Prijzen

### Individuele Prijzen
- Most Valuable Player: 
  LeBron James (Miami Heat)
- Rookie of the Year: 
  Kyrie Irving (Cleveland Cavaliers)
- Defensive Player of the Year 
  Tyson Chandler (New York Knicks)
- Sixth Man of the Year: 
  James Harden (Oklahoma City Thunder)
- Most Improved Player: 
  Ryan Anderson (Orlando Magic)
- Coach of the Year: 
  Gregg Popovich (San Antonio Spurs)

1950 · 1951 · 1952 · 1953 · 1954 · 1955 · 1956 · 1957 · 1958 · 1959 · 
1960 · 1961 · 1962 · 1963 · 1964 · 1965 · 1966 · 1967 · 1968 · 1969 · 
1970 · 1971 · 1972 · 1973 · 1974 · 1975 · 1976 · 1977 · 1978 · 1979 · 
1980 · 1981 · 1982 · 1983 · 1984 · 1985 · 1986 · 1987 · 1988 · 1989 · 
1990 · 1991 · 1992 · 1993 · 1994 · 1995 · 1996 · 1997 · 1998 · 1999 · 
2000 · 2001 · 2002 · 2003 · 2004 · 2005 · 2006 · 2007 · 2008 · 2009 · 
2010 · 2011 · 2012 · 2013 · 2014 · 2015 · 2016 · 2017 · 2018 · 2019 · 
2020 · 2021 · 2022 · 2023 · 2024